# 青木澄十郎
青木 澄十郎（あおき ちょうじゅうろう、1870年 - 1964年3月10日）は日本の牧師、教育者である。
1870年（明治3年）に武蔵国岩槻（現・埼玉県さいたま市岩槻区）に生まれる。明治学院と同志社神学校で学び、渡米してプリンストン神学校、ノースウェスタン大学に留学する。
1902年（明治35年）同志社神学校旧約聖書担当教授になり、同志社女学校教頭を兼任する。当時、同志社神学校での日本人教授は青木と日野真澄の2人であった。1904年（明治37年）に神戸日本基督教会の牧師になり、直接伝道を始めた。
1919年（大正8年）には神戸教会は独立教会になり、神戸イエス・キリスト教会になり、青木は按手礼を返上して一信徒になり、文書伝道など独自の伝道を始めた。
1941年（昭和16年）日本基督教団の成立の際は、主恩教会として参加するが、青木は信徒のままで参加する。